# Caitlin Snow
Caitlin Snow, née le 25 janvier 1982 à Freeport (Texas) sous le nom de Caitlin Anne Shea-Kenney, est un triathlète américaine professionnelle, vainqueur sur triathlon Ironman.

## Biographie

### Jeunesse
À 8 ans, Caitlin Shea-Kenney commence la natation, et intègre les équipes de jeunes des États-Unis. À 13 ans, elle découvre le triathlon et devient professionnelle finalement dans cette discipline, en 2003.

### Carrière en triathlon
Catlin Snow participe entre 2003 et 2005 à plusieurs courses de format standard chez les pros et les moins de 23 ans, sans réellement trouver de succès avec aucun top 10,.
Après une année sans compétition en 2006 due à une opération du genou, elle retrouve la compétition en 2007 avec plusieurs victoires dans des compétitions d'envergure assez moyenne. En 2008, elle remporte sa première grande victoire avec l'Ironman Lake Placid chez les femmes. Qualifiée par cette victoire pour le championnat du monde d'Ironman.
Elle y participe pour la première fois en 2008 et termine notamment sixième lors de l'édition 2013, après plusieurs « top 10 » lors des éditions 2010, 2011 et 2012.
En 2014 elle termine deuxième de l'Ironman France 2014, et le remporte l'année suivante sous une terrible chaleur en 9 h 24 min 50 s,.

## Palmarès
Le tableau présente les résultats les plus significatifs (podium) obtenus sur le circuit international de triathlon depuis 2003.
| Année | Compétition               | Pays       | Position          | Temps           |
| ----- | ------------------------- | ---------- | ----------------- | --------------- |
| 2015  | Ironman France            | France     | Médaille d'or     | 9 h 24 min 50 s |
| 2014  | Ironman 70.3 Steelhead    | États-Unis | Médaille d'or     | 4 h 18 min 17 s |
| 2014  | Ironman 70.3 Floride      | États-Unis | Médaille d'or     | 4 h 13 min 37 s |
| 2014  | Ironman France            | France     | Médaille d'argent | 9 h 13 min 2 s  |
| 2013  | Ironman 70.3 Steelhead    | États-Unis | Médaille d'or     | 4 h 13 min 53 s |
| 2013  | Ironman Coeur d'Alene     | États-Unis | Médaille d'argent | 8 h 28 min 36 s |
| 2012  | Ironman 70.3 Rhode Island | États-Unis | Médaille d'or     | 3 h 54 min 29 s |
| 2012  | Ironman Texas             | États-Unis | Médaille d'argent | 9 h 1 min 32 s  |
| 2011  | Ironman 70.3 Floride      | États-Unis | Médaille d'or     | 4 h 22 min 31 s |
| 2011  | Ironman Coeur d'Alene     | États-Unis | Médaille d'argent | 9 h 29 min 18 s |
| 2009  | Ironman Lake Placid       | États-Unis | Médaille d'argent | 9 h 41 min 21 s |
| 2008  | Ironman USA               | États-Unis | Médaille d'or     | 9 h 51 min 0 s  |